# Carlo Mierendorff
Carlo Mierendorff, właściwie Carl Mierendorff (ur. 24 marca 1897 w Großenhain, zm. 4 grudnia 1943 w Lipsku) – niemiecki polityk (SPD), socjolog, ekonomista, opozycjonista antyhitlerowski w okresie III Rzeszy związany z Kręgiem z Krzyżowej.

## Życiorys
Jego rodzicami byli Georg Mierendorff i jego żona Charlotte (z domu Meißner). W czasie I wojny światowej służył jako ochotnik. Po wojnie, od 1918 do 1922 roku, studiował filozofię i ekonomię w Heidelbergu, Freiburgu i Frankfurcie nad Menem. W 1923 obronił pracę doktorską poświęconą polityce gospodarczej KPD. W 1920 wstąpił do SPD. Ze względu na ponadprzeciętne zaangażowanie i niezawodność wybrano go w 1929 roku na kierownika biura prasowego; został także bliskim współpracownikiem Wilhelma Leuschnera, heskiego ministra spraw wewnętrznych. W 1930 wybrano go na posła do Reichstagu. 
Już przed 1933 uważano go za zaciętego przeciwnika Josepha Goebbelsa i NSDAP. Wcześniej, bo już w 1931 roku udało mu się zwrócić uwagę opinii publicznej na tzw. Boxheimer Dokumente – plany budowy państwa narodowo-socjalistycznego. W 1933 mimo wielu ostrzeżeń przyjaciół, powrócił z podróży po Szwajcarii do Niemiec. Wówczas to został aresztowany, torturowany i do 1938 przetrzymywano go w obozie koncentracyjnym.
Po zwolnieniu udało mu się nawiązać kontakty z opozycją. Podobnie jak jego przyjaciel Theodor Haubach – związał się z Kręgiem z Krzyżowej. W gronie tym Mierendorff miał znaczny wpływ na przebieg dyskusji dotyczących kwestii społeczno-politycznych. Udawało mu się także tonować przeciwności katolickiego i socjalistycznego światopoglądu. W czerwcu 1943 roku opracował wezwanie do „Sozialistische Aktion“ – pewnego rodzaju koalicyjnego ruchu oporu. Plany pokrzyżowała przedwczesna śmierć. Zginął 4 grudnia 1943 roku w Lipsku podczas jednego z nalotów bombowych.